# José María Vallés
Pour les articles homonymes, voir Josep Maria Vallès.
José María Vallés y Ribot (en espagnol) ou Josep Maria Vallès i Ribot (en catalan), né à Barcelone en 1849 et mort à Vallvidrera en 1911, est un homme politique républicain et fédéraliste espagnol,.

## Biographie
Il fonda les revues républicaines El Federalista, La Voz de Cataluña et La Región Catalana. Il apporta son soutien électoral à l'Union républicaine de Nicolás Salmerón aux élections générales de 1903 et de 1905. À la mort de Francisco Pi y Margall, il devint le leader le plus important du fédéralisme catalan, tenta de le rendre indépendant du républicanisme espagnol et de le rapprocher des revendications catalanistes. En ce sens, il représenta son parti dans la coalition Solidaritat Catalana, qu'il présida après la mort de Salmerón en 1908, puis favorisa en 1910 sa fusion avec d'autres partis dans ce qui devint l'Union fédérale nationaliste républicaine, formation dont il fut le premier président,
Il mourut en 1911.